# Oliver Lines
Oliver Lines (Seacroft, 16 giugno 1995) è un giocatore di snooker inglese.

## Biografia
Nato a Seacroft vicino a Leeds il 16 giugno 1995, Oliver Lines è il figlio di Peter, anch'egli giocatore professionista ancora in attività al 2020. I due non si sono mai sfidati, malgrado giochino nello stesso tour dal 2014.
All'età di 14 anni, Oliver scelse di giocare a snooker dopo un'iniziale preferenza per il calcio.

## Carriera
Viene invitato nei tornei del Players Tour Championship già a partire dal 2011, entrando anche nella Q School per tentare di accedere al Main Tour nel 2013.

### Stagione 2014-2015
Dopo aver vinto il campionato europeo Under-21 nel 2014, battendo per 6-1 Josh Boileau in finale, Lines ottiene una carta d'accesso per le stagioni 2014-2015 e 2015-2016. Nel suo primo torneo disputato, il Wuxi Classic 2014, l'inglese riesce ad approdare nel tabellone principale sconfiggendo Dave Harold nel turno di qualificazione. Al primo turno del torneo vero e proprio viene a sua volta eliminato dal suo omonimo Oliver Brown per 5-1. Successivamente prende parte all'International Championship, allo UK Championship, al Welsh Open e al Players Tour Championship Grand Final, dopo aver conquistato 10.500 punti tra lo European e l'Asian Tour, perdendo inoltre la finale dell'Haining Open contro Stuart Bingham.

### Stagione 2015-2016
Nella sua seconda stagione, l'inglese supera il primo turno all'International Championship e allo UK Championship, battendo rispettivamente Noppon Saengkham e Cao Yupeng, terminando l'annata al 61º posto nel Ranking.

### Stagione 2016-2017
Dopo aver perso molti dei primi turni, Lines arriva agli ottavi allo UK Championship venendo sonoramente sconfitto da Marco Fu per 6-0. Nel corso del torneo aveva vinto contro Martin O'Donnell al primo turno per 6-5, 6-2 contro la testa di serie numero 4 Judd Trump e 6-0 su Jimmy Robertson.

### Stagione 2017-2018
Nella prima parte della stagione 2017-2018 l'inglese si qualifica a tutti i tornei, conquistando come miglior risultato il secondo turno al Riga Masters, all'International Championship (dove elimina il giocatore di casa Ding Junhui), al Northern Ireland Open e allo UK Championship. Nella seconda invece, arriva al secondo turno nel Welsh Open e al terzo nel Gibraltar Open.

### 2018-oggi
Nelle stagioni 2018-2019 e 2019-2020 conquista al massimo il terzo turno nello Shoot-Out 2019, nell'Indian Open 2019 e nel Gibraltar Open 2020.

## Ranking[15]
| Stagione  | Ranking iniziale | Ranking finale |
| --------- | ---------------- | -------------- |
| 2014-2015 | Non classificato | 78             |
| 2015-2016 | 69               | 61             |
| 2016-2017 | 61               | 60             |
| 2017-2018 | 60               | 65             |
| 2018-2019 | Non classificato | 97             |
| 2019-2020 | 78               |                |

## Finali perse
- Asian Tour: 1 (Haining Open 2014)